# Андрезиньо
Андрези́ньо (полное имя Андре́ Луи́с Тава́рес, порт. André Luiz Tavares; Andrezinho; 30 июля 1983, Кампинасе) — бразильский футболист, игравший на позиции атакующего полузащитника.
Единственный в мире футболист, который побеждал и в Чемпионате мира среди юношей (до 17 лет), и в Чемпионате мира среди молодёжи (до 20 лет).

## Биография
В 2003 году выступал за молодёжную сборную Бразилии (до 20 лет) и стал в её составе чемпионом мира.
В 2004—2007 гг. выступал в Южной Корее, где был одним из лучших игроков чемпионата.
В 2009 году стал твёрдым игроком основы «Интера», любимцем болельщиков «Колорадос», часто забивал решающие голы в принципиальных матчах. Со своей командой стал чемпионом Лиги Гаушу 2009 и Кубка Sugura Bank.
В 2012—2013 годах выступал за «Ботафого», затем уехал в Китай. В 2015 году вернулся в Бразилию, где стал выступать за «Васко да Гаму».

## Достижения
Командные
- Лига Кариока (5): 1999, 2000, 2001, 2013, 2016
- Лига Гаушу (2): 2008, 2009, 2011
- Чемпион Кореи (1): 2007
- Кубок чемпионов Бразилии (1): 2001
- Кубок Либертадорес (1): 2010
- Южноамериканский кубок (1): 2008
- Рекопа Южной Америки (1): 2011
- Чемпион мира среди юношей (до 17 лет) (1): 1999
- Чемпион мира среди молодёжи (до 20 лет) (1): 2003

Личные
- Лучший игрок чемпионата Кореи (1): 2007